# Lotshampa
Lotshampa es un pueblo ubicado en Bután de origen nepalí, asentado en el país desde mediados del siglo XX.

## Acontecimientos recientes
La dinastía Wangchuck, de la etnia Drukpa, gobierna Bután desde 1907. Jigme Dorji Wangchuck (1952-72), ha realizado tímidas reformas como la creación de una Asamblea Nacional, el Consejo asesor y el Consejo de Ministros. En 1958 los emigrantes nepalíes en el Sur (algunos allí desde generaciones) obtuvieron ciudadanía butanesa. Estos nepalíes son conocidos como Lotshampas.
Fueron precisamente estos butaneses de origen nepalí quienes fundaron el Bhutan State Congress, con apoyo del Partido del Congreso de Nepal, el cual obtuvo escaso apoyo y acabó disolviéndose. Los emigrantes nepalíes (y de religión hindú) siguieron llegando masivamente en los años sesenta y setenta amenazando la primacía de los Drukpa de religión budista. En 1975 la India anexionó Sikkim con el apoyo de la población de origen nepalí. Poco después la actividad del Gurkha National Liberation Front en la India, reclamando un estado gurkha, estimuló a los nepalíes del Sur de Bhután. En 1988 Bhután inició un censo para distinguir entre los nepalíes con ciudadanía y los que eran considerados emigrantes ilegales lo que hizo que miles de nepalíes protestaran temiendo ser expulsados.
Ciertas medidas desafortunadas del gobierno (imposición de los vestidos, la lengua y preceptos budistas) en 1988 provocaron la cólera de los nepalíes. Se fundó el Bhutan Peoples Party que reclamaba una monarquía constitucional, y ciertos derechos para los nepalíes, entre ellos el de llevar el tradicional khukri (cuchillo). En 1990 se inició la actividad armada de los nepalíes y empezaron a huir miles de Lotshampas hacia Nepal. El periodo de mayor actividad guerrillera fueron los años 1991 a 1993. Después solo se registraron incidentes aislados.
En enero de 1998 activistas de derechos humanos (organizaciones BCDM, HUROB -Human Rights Organization of Bhutan, dirigida por S. B. Shuba- y el BPP dirigido por R.K. Budathoki) se manifestaron en la India y fueron detenidos. En julio de 1996 se formó el United Front for Democracy in Bhutan (UFD), con objetivos democratizadores y por la repatriación de los refugiados. El frente incluía el Bhutan Democratic Party (BDP), el Bhutan National Democratic Party (BNDP) de D. B. N. Dhalak, y el Druk National Congress (DNC), siendo liderado por el presidente de este último Rongthong Kunley Dorji.